# Václav Beneš

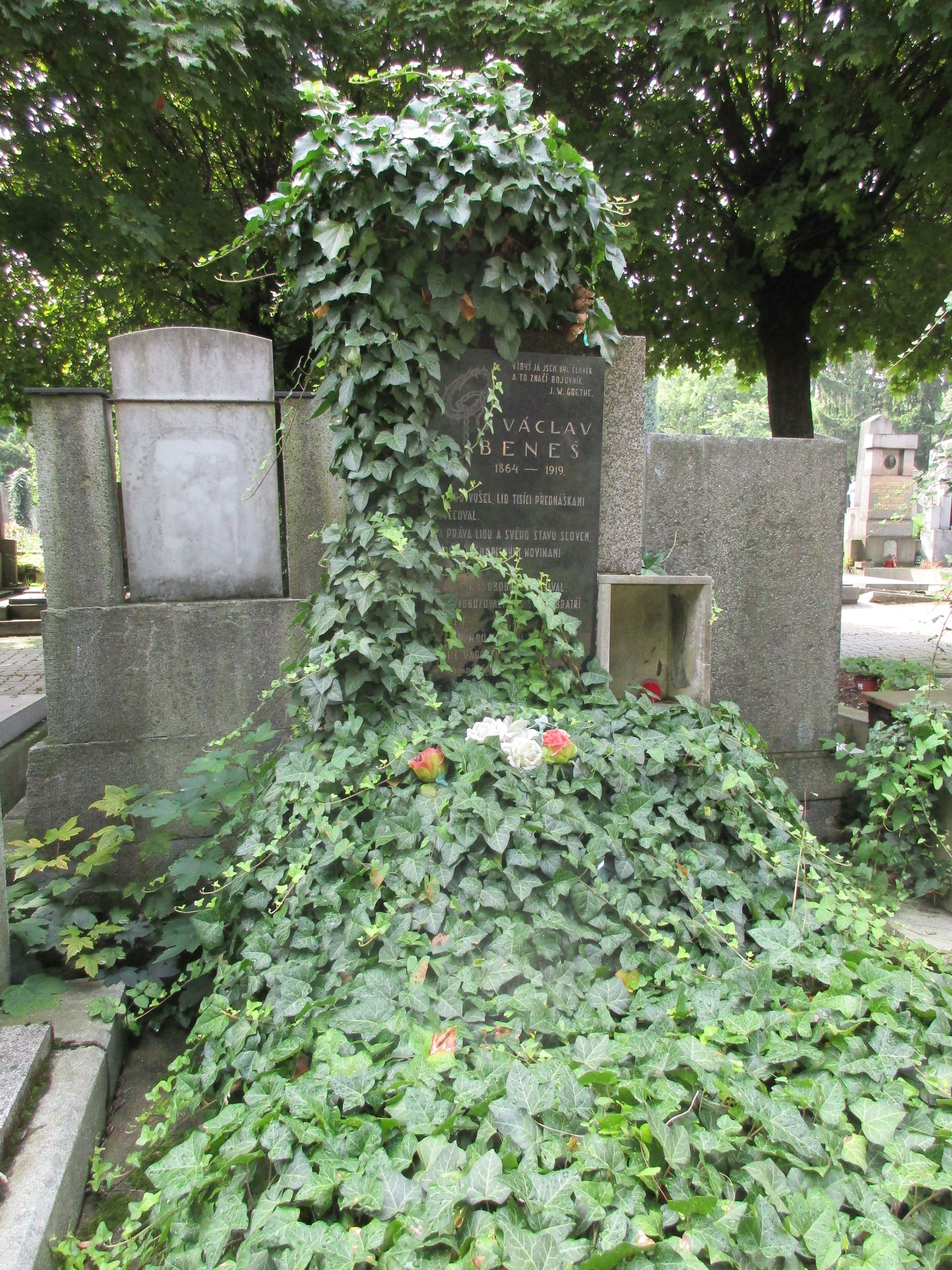
Václav Beneš - učitel, bratr presidenta Edvarda Beneše, Hřbitov Vršovice

Václav Beneš (26. září 1865 Kožlany – 27. dubna 1919 Vršovice) byl český pedagog, publicista, osvětový pracovník a politický činitel. Byl nejstarším bratrem Edvarda a Vojty Benešových.

## Životopis
Václav Beneš se narodil v Kožlanech na severním Plzeňsku jako první syn rolníka Matěje Beneše (1843–1910), původem z Tříman, a jeho manželky Anny Petronily, roz. Benešové (1840–1909). Dne 22. července 1895 se v Českém Brodu oženil s učitelkou s Annou Procházkovou (1870–1901), S předčasně zemřelou manželkou Annou měl tři syny, z nich budoucí novinář Jiří Beneš (1898–1966) a budoucí diplomat Bohuš Beneš (1901–1977). Byl dlouholetým učitelem na měšťanské škole ve Vršovicích u Prahy.
Ještě před první světovou válkou byl mozkovou mrtvicí vyřazen z politického života. Zotavil se však natolik, že se naučil psát levou rukou. V roce 1917 byli on i jeho druhá manželka čtyři měsíce vězněni. Jejich nejstarší syn Miroslav padl v roce 1918 na italské frontě.

### Osvětová a politická činnost
Absolvoval přes dva tisíce naučných přednášek v českých regionech.
Od konce 19. století vyvíjel osvětovou činnost v řadách českého dělnictva a stal se mluvčím učitelstva napojeného na Českou stranu pokrokovou. Od roku 1897 působil jako jednatel Zemského ústředního spolku učitelských jednot, poté byl spoluzakladatelem a redaktorem týdeníku Český učitel, též vydával Učitelské noviny. V letech 1900 až 1907 byl představitelem levicové socialistické platformy v Realistické straně a spoluorganizátorem Ligy za všeobecné rovné právo hlasovací. V roce 1907 přešel do České strany sociálně demokratické (ČSSD), za niž kandidoval ve volbách do Říšské rady 1911. Byl též spolupracovníkem Akademie a deníku Právo lidu. Jako propagátor těsnopisu napsal několik učebnic stenografie a vydával těsnopisecký časopis Multum. Byl spoluvydavatelem dvou knih svého bratra Edvarda Beneše.

## Publikace

### Výběr
- s Karlem Bláhou: Stručný přehled českého těsnopisu v pořádku abecedním. Spis. učitel, Praha-Vršovice 1902.
- Těsnopis pro samouky. Úvod do české stenografie dle soustavy Gabelsbergerovy. Nákl. vl., Praha 1904.
- s Karlem Bláhou: První učebnice českého těsnopisu podle slovanské soustavy Dürichovy. s. n., Praha-Vršovice 1909.
- Kacíř Hus. Ústřední dělnické knihkupectví a nakladatelství (Ant. Svěcený), Praha 1919. (Dostupné online)
- s Karlem Bláhou: Základy českého těsnopisu podle soustavy Gabelsbergerovy. Školní knihosklad, Praha 1918, 1919 a 1921.
- (spoluvydavatel): Edvard Beneš: Stručný nástin vývoje moderního socialismu I–II. 1910–1911.
- (spoluvydavatel): Edvard Beneš: Stranictví. Sociologická studie. 1912.